# النشيد الوطني لجمهورية قيرغيزستان
النشيد الوطني لجمهورية قيرغيزستان تم اعتماده في 18 ديسمبر 1992 بموجب قرار من المجلس الأعلى لقيرغيزستان، وتم تأليف الموسيقى بواسطة: ناصر دافليسوف وكالي مولدوباسانوف، والكلمات كتبها: جليل ساديكوف، وشابدانبيك كولوييف.
وفي البداية كان النشيد الوطني يتألف من ثلاثة مقاطع وجوقة؛ ومع ذلك، بموجب قرار المجلس الأعلى لجمهورية قيرغيزستان رقم 2648-V المؤرخ 27 ديسمبر/كانون الأول 2012، تم استبعاد المقطع الثاني.

## التاريخ

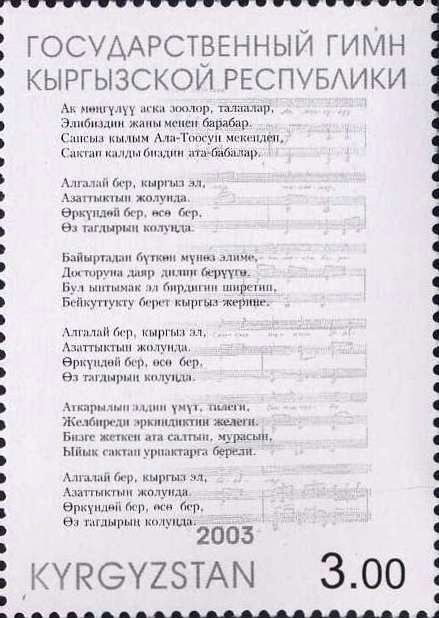
النشيد الوطني على طابع بريد قيرغيزستاني عام 2003

تم تأليف النشيد الوطني من قبل: جليل صادقوف وشابدانبيك كولوييف ولحنه ناصر دافليسوف وكالي مولدوباسانوف، وتم اعتماد النشيد الوطني في 18 ديسمبر 1992 بموجب قرار من المجلس الأعلى للبلاد.
في العقد الأول من القرن الحادي والعشرين، بدأت العديد من الشخصيات العامة مبادرات لتغيير كلمات النشيد الوطني، ففكروا في معنى الكلمة في المقطع الثاني، ووجدوها متناقضة، وتعطي معنى معاكس، وبذلك تم حذف المقطوعة الشعري التالية:
| منذ عصور، كان شعبي منفتحًا على الصداقة، وهم مستعدون لإعطاء قلوبهم لأصدقائهم.وقد رحب هذا بالوحدة الكاملة والوئام في أرض قيرغيزستان المليئة بالسلام. |

في عام 2011، أنشأ المجلس الأعلى لجنة لتغيير كلمات النشيد الوطني والعلم، والتي كانت أيضًا محل نزاع بسبب استخدام اللون الأحمر والشمس الملتهبة، ولم يتم تغيير العلم، ولكن بعد دراسة العديد من المقترحات لتغيير الكلمات أو إضافة مقطع ثانٍ جديد، قررت اللجنة برئاسة عبد الرحمن محمد علييف إزالة المقطع بالكامل، مشيرة إلى وجود تناقضات عامة فيه، صوت مجلس النواب لصالح اقتراح اللجنة في 27 ديسمبر 2012 بموجب القرار رقم 2648-V.

## الكلمات
| كلمات قيرغيزستان الرسمية | الترجمة الإنجليزية | الكلمات باللغة العربية |
| --- | --- | --- |
| Ак мөңгүлүү аска, зоолор, талаалар, Элибиздин жаны менен барабар. Сансыз кылым Ала-Тоосун мекендеп, Сактап келди биздин ата-бабалар. Кайырма: Алгалай бер, кыргыз эл, Азаттыктын жолунда. Өркүндөй бер, өсө бер, Өз тагдырың колуңда. Аткарылып элдин үмүт тилеги, Желбиреди эркиндиктин желеги. Бизге жеткен ата салтын, мурасын, Ыйык сактап урпактарга берели. Кайырма | Land of snowy mountains, steppes and valleys, Which are equal to the souls of our folks. Within your Ala-Too for aeons countless, Where our fathers dwelled and protected them. Chorus: March on, O Kyrgyz folk, March towards democracy! Keep prospering, off we go, In your hands lies your destiny! Our hopes, aspirations accomplished, Your banner of freedom is soaring over us, With our forebears' traditions we are endowed, For aeons shall our culture stay holy to us. | رض الجبال الثلجية والسهوب والوديان، التي تساوي أرواح شعبنا. داخل علا تو الخاص بك منذ عصور لا تعد ولا تحصى، حيث سكن آباؤنا وحماهم. جوقة: تقدموا، يا شعب قيرغيزستان، تقدموا نحو الديمقراطية! استمروا في الازدهار، انطلقنا، في أيديكم يكمن مصيركم! آمالنا وطموحاتنا تحققت، راية حريتكم ترفرف فوقنا، مع تقاليد أسلافنا التي وهبنا إياها، لعصور ستبقى ثقافتنا مقدسة بالنسبة لنا. |

## البروتوكول

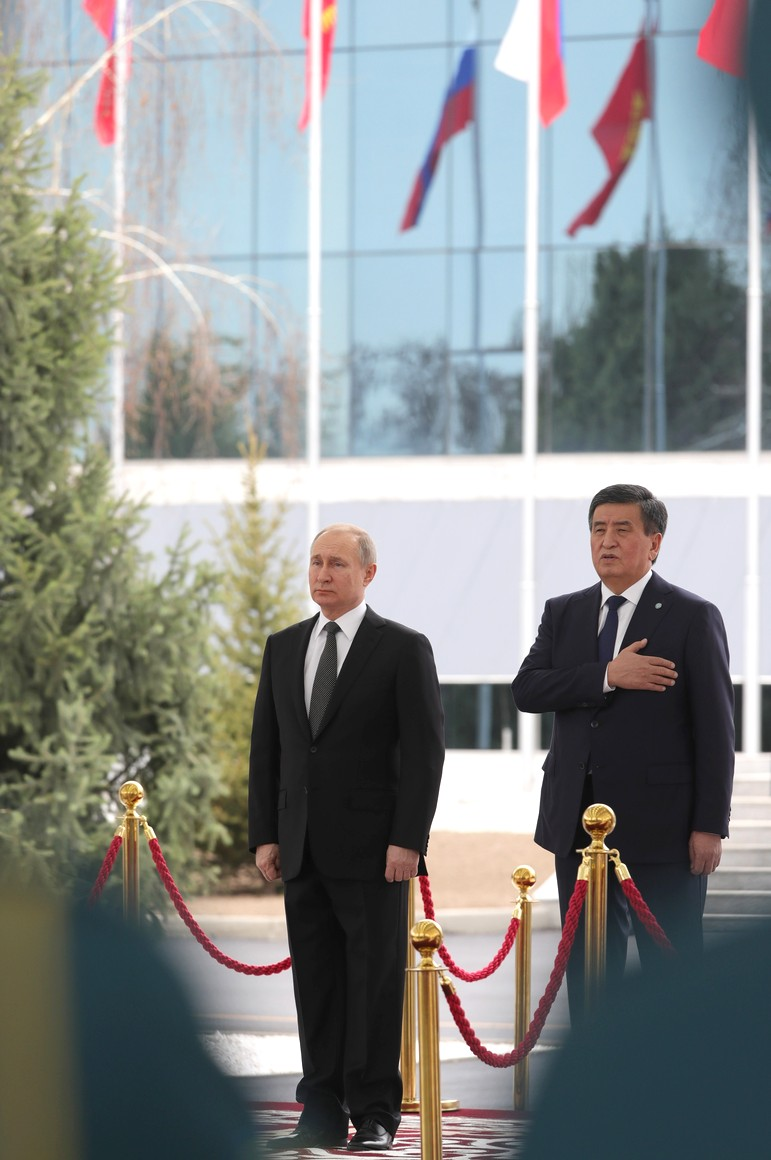
الرئيس سورونباي جينبيكوف يضع يده على قلبه أثناء أداء النشيد الوطني، بينما يقف الرئيس الروسي فلاديمير بوتن بجانبه.

عندما يتم أداء النشيد الوطني في الاحتفالات الرسمية والمناسبات الاجتماعية، فإن البروتوكول هو وضع اليدين على القلب إذا كان الشخص مدنيًا، وهو ما يتبع المثال الأمريكي في عزف النشيد الوطني الأمريكي.
وعندما يكون الضباط في القوات المسلحة في قيرغيزستان في التشكيل، يقومون بأداء التحية على الطريقة الروسية بينما يقوم الأفراد المجندون بتقديم أسلحتهم بأي سلاح قد يكون في متناول أيديهم، خارج التشكيل، يقوم جميع الأفراد بأداء التحية.

### روابط خارجية
- تسجيل صوتي للنشيد تمت استضافته على موقع Himnuszok
- نسخة النشيد الوطني على الصفحة الصوتية لرئيس قيرغيزستان
- النشيد الوطني لقيرغيزستان من الموقع الرسمي لرئيس جمهورية قيرغيزستان
- رموز دولة قرغيزستان